# هنري جيه راموس
هنري جيه راموس (بالإنجليزية: Henry J. Ramos)‏ (و. 1950 –  م) هو فيزيائي من الفلبين .

## التعليم
تعلم في جامعة الفلبين